# Белум
Белум (њем. Belum) општина је у њемачкој савезној држави Доња Саксонија. Једно је од 57 општинских средишта округа Куксхафен. Према процјени из 2010. у општини је живјело 843 становника. Посједује регионалну шифру (AGS) 3352004.

## Географски и демографски подаци
Белум се налази у савезној држави Доња Саксонија у округу Куксхафен. Општина се налази на надморској висини од 2 метра. Површина општине износи 25,7 km². У самом мјесту је, према процјени из 2010. године, живјело 843 становника. Просјечна густина становништва износи 33 становника/km².